# آرتور ژورافسکی
آرتور ژورافسکی (انگلیسی: Artur Żurawski؛ زادهٔ ۱۹۷۲ میلادی) کارگردان و فیلم‌بردار اهل لهستان است.
از فیلم‌هایی که وی در آن‌ها نقش داشته است، می‌توان به مردانگی، سلطان و بومی  اشاره نمود.